# Бенінген (Оверейсел)
Бенінген (нід. Beuningen, нід. вимова: [ˈbøːnɪŋə(n)] ( прослухати)) — село в нідерландській провінції Оверейсел. Входить до муніципалітету Лоссер.
Його площа становить 23,12 км², а населення станом на 2021 рік складало 970 осіб.
Перша згадка про населений пункт датується ктнцем 10-го сторіччя.

## Галерея

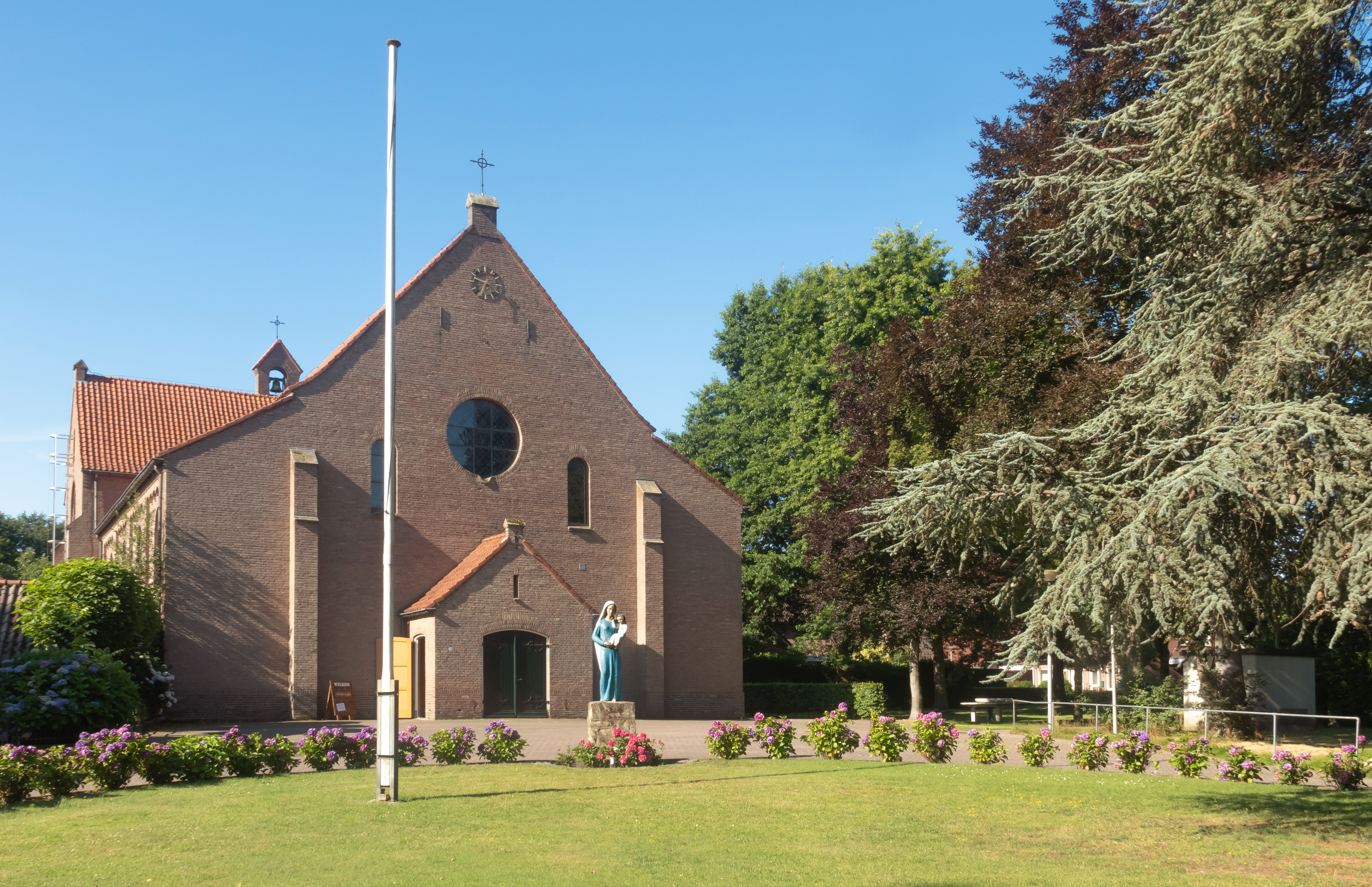
Церква св. Марії
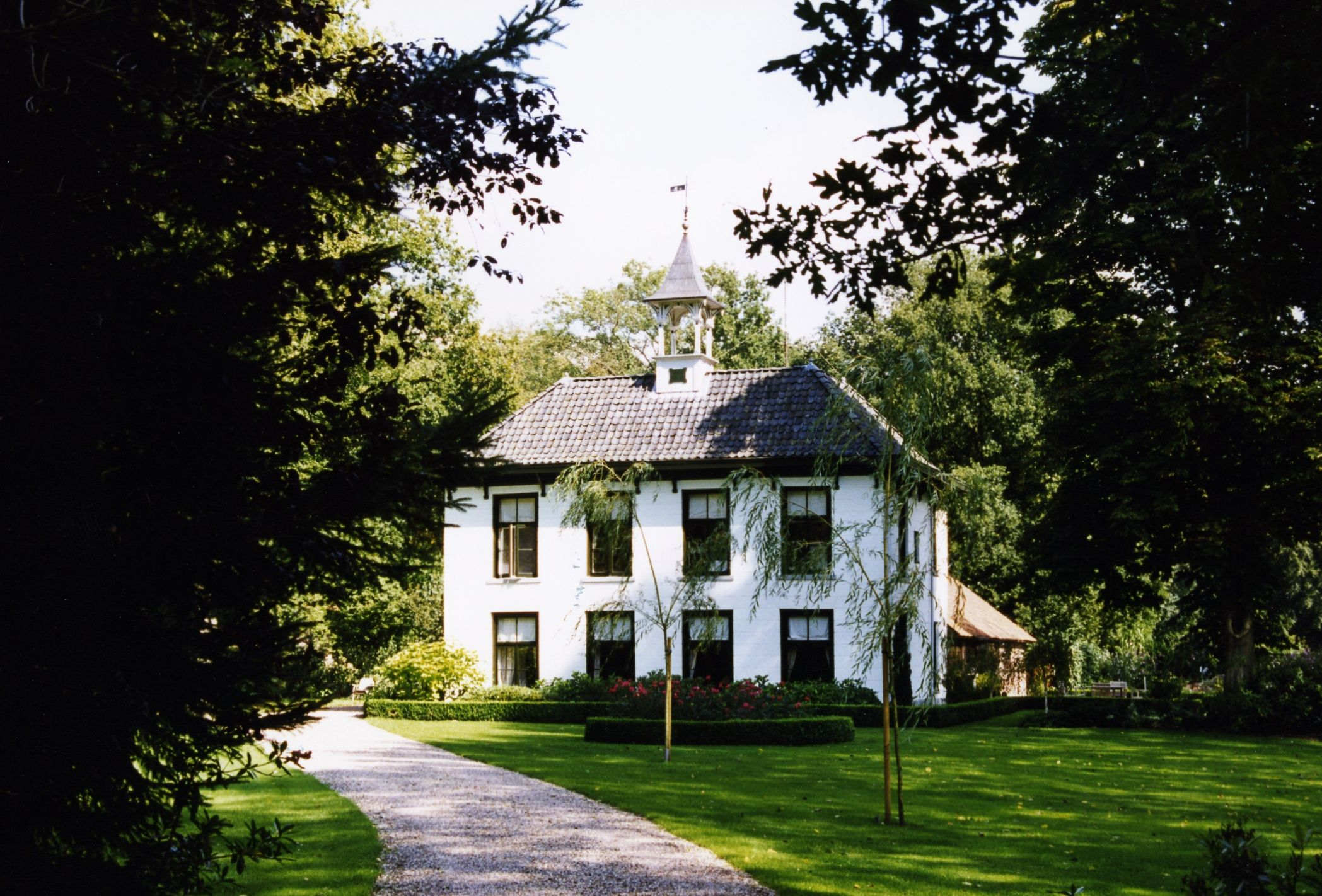
Маєток у селі
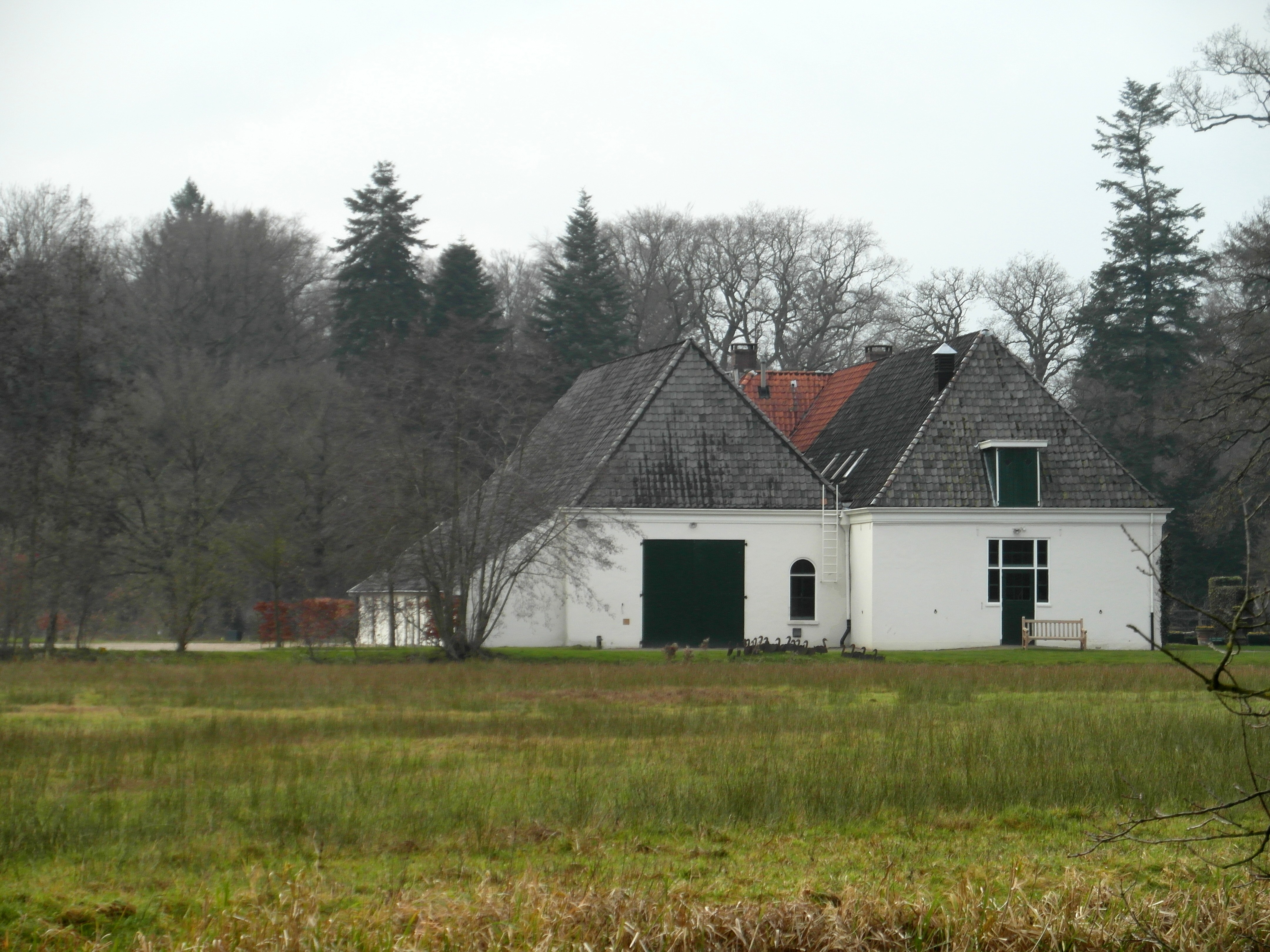
Стодоли поблизу села